# Walter Matthau
Walter Matthau (Nova Iorque, 1 de outubro de 1920 – Santa Mônica, 1 de julho de 2000) foi um ator de cinema e comediante estadunidense.
Filho de imigrantes judeus, serviu na Força Aérea dos Estados Unidos durante a Segunda Guerra Mundial. Estreou no cinema em 1955 com The Kentuckian, seguido por papéis dramáticos até 1964 quando inicia na comédia, gênero que se tornaria célebre, com Goodbye Charlie. Em 1966 protagoniza The Fortune Cookie, com o qual obteria o Oscar de melhor ator coadjuvante, e o primeiro de dez filmes que contracenaria com Jack Lemmon.

## Biografia
Nascido Walter Matthow em 1 de outubro de 1920 de um casal de imigrantes russos e judeus em Nova York, Matthau cresceu na pobreza, no Zona Leste e começou a vender refrigerantes e participar de uma trupe de teatro iídiche aos 11 anos. Foi-lhe pago 50 centavos por cada uma de suas ocasionais aparições no palco. Seu pai, um vendedor ambulante de Kiev, saiu de casa quando ele tinha três anos de idade. Walter morava com seu irmão mais velho, Henry, e sua mãe, uma vendedora de roupa, na Zona Leste de Nova York. Após graduar-se na Seward Park High School durante a Grande Depressão, Walter teve trabalhos no governo como guarda florestal em Montana, como instrutor de ginástica para a Works Progress Administration e como treinador de boxe para policiais. Durante a Segunda Guerra Mundial, serviu à Força Aérea Americana como um criptógrafo de rádio em uma unidade de bombardeiros pesados na Europa e voltou para casa como sargento com seis estrelas de batalha.

## Carreira
Em 1948, o seu primeiro papel na Broadway foi quando ele foi contratado como um substituto para o papel de um bispo inglês de 83 anos em "Anne of the Thousand Days" (não confundir com o filme homônimo de 1969), estrelado por Rex Harrison. Sua fama veio com Uma Loura Por um Milhão (1966) e Um Estranho Casal (1968). Ao fazer o primeiro, ele sofreu um ataque cardíaco grave. Isto foi devido ao fumo pesado e jogos de azar. Matthau imediatamente parou de fumar e começou um regime de longa duração caminhando 5-2 milhas por dia.
A carreira de Matthau continuou a florescer durante 30 anos, com ele interpretando memoráveis papéis e personagens coadjuvantes em filmes dramáticos e cômicos, vários deles ao lado de Jack Lemmon. 

## Morte

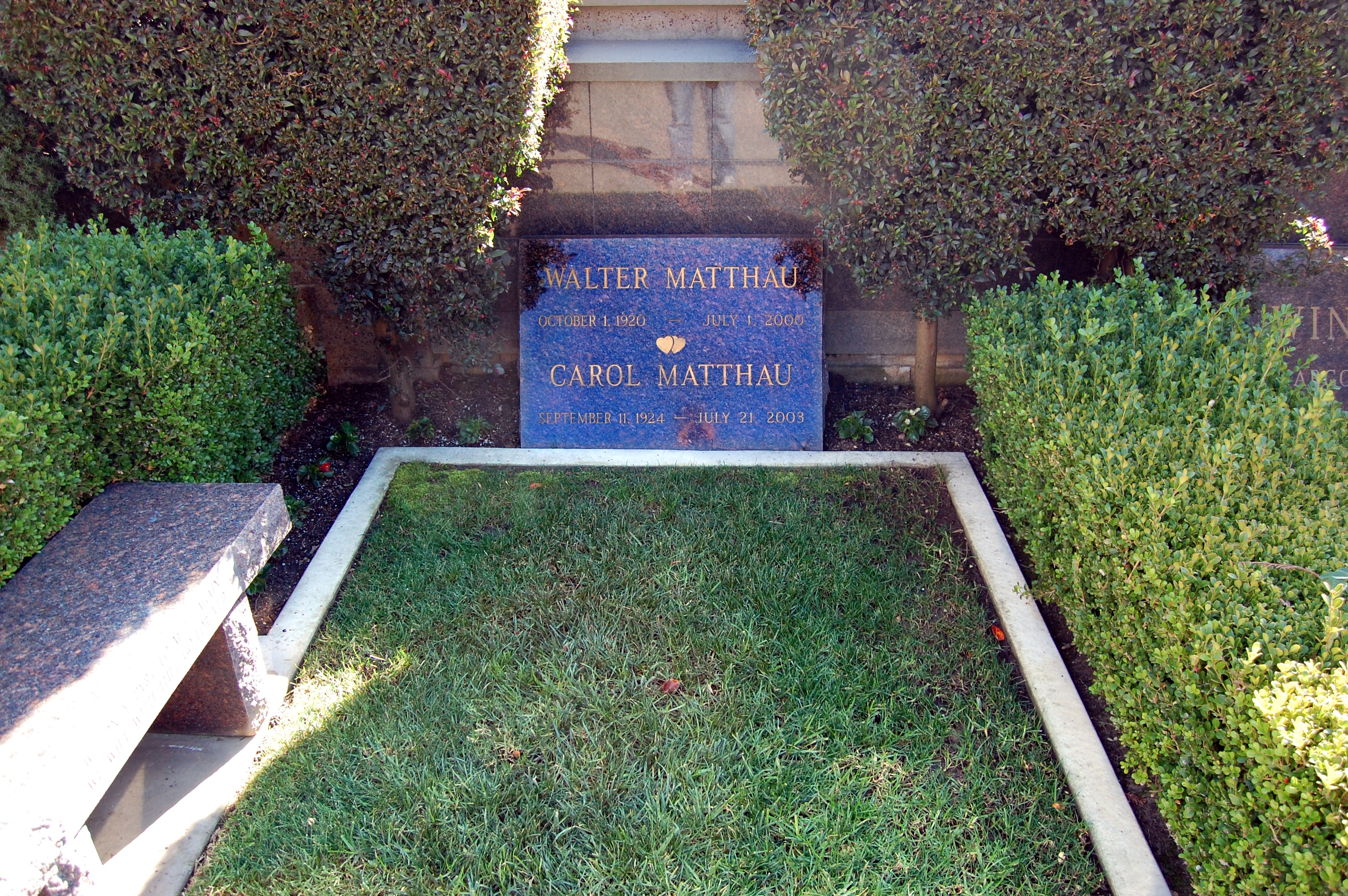
Túmulo de Walter Matthau, junto ao de sua esposa Carol Grace, falecida em 2003.

Sem o conhecimento de seus fãs, Matthau continuou a batalha com a doença cardíaca e mais tarde foi diagnosticado com duas formas de câncer. Em 1976, ele fez uma cirurgia de ponte de safena. Em 1993, ele foi hospitalizado de novo com pneumonia bilateral. Em 1995, ele teve um tumor benigno no cólon, mas foi removido. Em 1999, ele foi internado novamente com pneumonia, onde foi diagnosticado câncer de novo. Walter Matthau morreu em 1 de julho de 2000, aos 79 anos. Encontra-se sepultado no Westwood Village Memorial Park Cemetery, Los Angeles, Condado de Los Angeles, Califórnia nos Estados Unidos.

## Prêmios e indicações
Foi premiado como melhor ator do BAFTA de 1974 em dois papéis diferentes: Charley Varrick e Pete 'n' Tillie. Obteve em 1975 o David de melhor ator estrangeiro por The Front Page e o Prêmios Globo de Ouro de 1976 de melhor ator musical/comédia em The Sunshine Boys.

#### Globo de Ouro
| Ano  | Categoria                         | Filme                   | Resultado |
| ---- | --------------------------------- | ----------------------- | --------- |
| 1966 | Melhor Ator em Comédia ou Musical | The Fortune Cookie      | Indicado  |
| 1968 | Melhor Ator em Comédia ou Musical | The Odd Couple          | Indicado  |
| 1971 | Melhor Ator em Comédia ou Musical | Kotch                   | Indicado  |
| 1972 | Melhor Ator em Comédia ou Musical | Pete 'n' Tillie         | Indicado  |
| 1974 | Melhor Ator em Comédia ou Musical | The Front Page          | Indicado  |
| 1975 | Melhor Ator em Comédia ou Musical | The Sunshine Boys       | Venceu    |
| 1980 | Melhor Ator em Comédia ou Musical | Hopscotch               | Indicado  |
| 1981 | Melhor Ator em Comédia ou Musical | First Monday in October | Indicado  |

#### BAFTA
| Ano  | Categoria                           | Filme       | Resultado |
| ---- | ----------------------------------- | ----------- | --------- |
| 1969 | The Secret Life of an American Wife | Melhor Ator | Indicado  |
| 1969 | Hello, Dolly!                       | Melhor Ator | Indicado  |
| 1973 | Pete 'n' Tillie                     | Melhor Ator | Venceu    |
| 1973 | Charley Varrick                     | Melhor Ator | Venceu    |
| 1976 | The Sunshine Boys                   | Melhor Ator | Indicado  |
| 1976 | The Bad News Bears                  | Melhor Ator | Indicado  |

#### Tony Award
| Ano  | Categoria                | Filme                             | Resultado |
| ---- | ------------------------ | --------------------------------- | --------- |
| 1959 | Once More, with Feeling! | Melhor Ator em Comédia ou Musical | Indicado  |
| 1962 | A Shot in the Dark       | Melhor Ator em Comédia ou Musical | Venceu    |
| 1965 | The Odd Couple           | Melhor ator em peça de teatro     | Venceu    |

## Filmografia parcial
- 1955 - The Kentuckian (Homem até o Fim)
- 1956 - The Indian Fighter (A Um Passo da Morte)
- 1956 - Bigger Than Life (Delírio de Loucura)
- 1957 – A Face in The Crowd (Um Rosto na Multidão)
- 1958 – King Creole (Balada Sangrenta)
- 1958 - Ride a Crooked Trail (Na Rota dos Proscritos)
- 1960 - Strangers When We Meet (O Nono Mandamento)
- 1962 – Lonely Are the Brave (Sua Última Façanha)
- 1963 – Charade (Charada)
- 1964 – Fail-Safe (Limite de Segurança)
- 1964 – Goodbye Charlie (Um Amor do Outro Mundo)
- 1965 - Mirage (Miragem)
- 1966 – The Fortune Cookie (Uma Loura por um Milhão) com Jack Lemmon
- 1967 - A Guide for the Married Man  (Diário de um Homem Casado)
- 1968 – The Odd Couple (Um Estranho Casal) com Jack Lemmon
- 1969 – Hello, Dolly! (Alô, Dolly !)
- 1969 – Cactus Flower (Flor de Cacto)
- 1971 - Plaza Suite  (Suite em Hotel de Luxo)
- 1971 – Kotch (Ainda Há Fogo sob as Cinzas)
- 1972 - Pete 'n' Tillie - (Reencontro do Amor)
- 1973 – Charley Varrick (O Homem Que Burlou a Máfia)
- 1974 - The Taking of Pelham One Two Three (O Sequestro do Metrô)
- 1974 - Earthquake (Terremoto)
- 1974 – The Front Page (A Primeira Página) com Jack Lemmon
- 1975 – The Sunshine Boys (Uma Dupla Desajustada)
- 1976 - The Bad News Bears (Garotos em Ponto de Bala)
- 1978 - House Calls (Um Viúvo Trapalhão)
- 1978 - California Suite
- 1980 – Hopscotch (O Espião Trapalhão)
- 1981 – Buddy Buddy (Amigos, Amigos…Negócios à Parte) com Jack Lemmon
- 1983 – The Survivors (O Negócio é Sobreviver)
- 1985 - Movers & Shakers (Promessa é dívida)
- 1986 – Pirates (Piratas)
- 1988 – The Couch Trip (Uma Alucinante Viagem)
- 1991 – JFK (JFK - A pergunta que não quer calar) com Jack Lemmon
- 1993 – Dennis the Menace (Dennis, o pimentinha)
- 1993 – Grumpy Old Men (Dois velhos rabugentos) com Jack Lemmon
- 1994 – I.Q. (A teoria do amor)
- 1995 – Grumpier Old Men (Dois velhos mais rabugentos) com Jack Lemmon
- 1995 – The Grass Harp (Ensina-me a viver) com Jack Lemmon
- 1997 – The Odd Couple II (Meu Melhor Inimigo) com Jack Lemmon
- 1997 – Out to Sea (Dois Parceiros em Apuros) com Jack Lemmon
- 2000 – Hanging Up (Linhas Cruzadas)